# Марк Валерий Волуз
Вижте пояснителната страница за други личности с името Валерий Максим.
Марк Валерий Волуз Максим (на латински: Marcus Valerius Volusus Maximus; † 499 пр.н.е.) e римски политик от 6 век пр.н.е.
Той е син на Валерий Волез и брат на прочутия Публий Валерий Попликола (четири пъти консул между 509 и 504 пр.н.е.), произлиза от патрицианския род Валерии, клон Волуз. Баща е на Маний Валерий Волуз Максим (диктатор 494 пр.н.е.) и Луций Валерий Поцит Публикола (консул 483 и 470 пр.н.е.).
Марк Валерий участва през 508 пр.н.е. с Тит Лукреций Трициптин във войната против Ларс Порсена, но е ранен и изненсен от битката (според Дионисий Халикарнаски).
През 505 пр.н.е. Марк Валерий става консул заедно с Публий Постумий Туберт. Той чества триумф след победа над сабините и получава от римската община парцел и къща на Палатин, което се прави за пръв път в Рим.
Убит е в битката при Регилското езеро на диктатор и генерал Авъл Постумий Алб Региленсис през 499 пр.н.е.